# Пол Блекторн
Пол Бле́кторн (англ. Paul Blackthorn; нар. 5 березня 1969, Веллінгтон) — англійський актор. Акторську кар'єру розпочав з появи у рекламі, у кінодебют відбувся у стрічці «Лагаан».

## Біографія
Народився у Шропширі, в Англії, проте більшу частину дитинства провів на британських військових базах в Англії і Німеччині. Блекторн пробився в актори, знімаючись в рекламі в Англії. Проривом для нього стала реклама, в якій він зіграв Образ смерті, для компанії «Virgin Atlantic». Реклама стала вкрай успішною, і за нею пішла радіо реклама.

## Фільми
Першою успішною роллю на кіноекранах для Блекторна стала роль капітана Ендрю Рассела в номінованому на Оскар фільмі Боллівуда «Lagaan». Він провів шість місяців, вивчаючи хінді для ролі.
Він також знімався у «Mindcrime», а також у фільмі «Four Corners of Suburbia», довгому інді фільмі, який здобув перемогу на Фестивалі фільмів Перехрестя в номінації Краща екранізована стрічка (2006) і в категорії Кращий композитор на Авіньйонському фестивалі фільмів у Авіньйоні (2006).
Пол знімався і в інших незалежних картинах — він зіграв Брета Істона в «This is Not an Exit» Елліса, а також знімався в одній з головних ролей в британському фільмі «The Truth Game». Однією з останніх ролей Пола стала роль — Джонаса Ексайлера в інді фільмі «Special», разом з Майклом Рапапортом. Знявся в головній ролі фільму Дейзі Вінтерс (2017).

## Телебачення

### Другорядні ролі
У 2002 році Блекторн зіграв доктора Метта Слінгерленда в серіалі «Presidio Med» і з'явився в помітній ролі Гая Мортона в британському серіалі «Holby City». Зіграв Ліама МакГрегора в «Peak Practice», доктора Джеремі Лоусона в «Швидкій допомозі» і біологічного терориста Стівена Сандерса в серіалі «24». Він також з'явився в серіалах «Медіум» (у двох ролях, друга не була вказана в титрах), «Дедвуд» і «Детектив Монк».
У серіалі «Помадні джунглі» він протягом двох сезонів грав Шейна Хілі, музиканта і чоловіка Венді Хілі (зіграною Брук Шилдс), однією з головних героїнь серіалу. Блекторн з'явився в серіаліЧорна мітка в ролі ірландського терориста на один епізод в 2009 році. 2010 року він з'явився в двох епізодах серіалу Противага, як продавець зброї, і в одному епізоді «C.S.I.: Місце злочину Маямі», зрежисованого Робом Зомбі. Пізніше в тому ж році Блекторн отримав постійну роль Крістіана Харпера в серіалі «Врата». 7 грудня 2010 року він з'явився в різдвяному епізоді серіалу «Склад 13». Також з'явився в міжсезонном епізоді серіалу «Білий комірець». З 2012 року грає роль детектива Квентіна Ленса, батькаЛорел таСари Ленс в серіалі «Стріла» за мотивами коміксів «DC».

### Головні ролі
У серіалі 2007 Файли Дрездена, що вийшов на каналі Sci Fi, Блекторн зіграв головну роль, професійного чарівника Гаррі Дрездена.
Також Пол з'явився в ролі Кларка Куайетлі в серіалі «Річка» каналу ABC, сюжет якого крутиться навколо групи людей, які вирушивли на пошуки дослідника природи, зниклого в Амазонці.
Восени 2012 року Пол Блекторн приєднався до знімальної команди серіалу «Стріла» як один з головних персонажів, детектив Квентін Ленс.

## Фотографія і благодійність
Пол Блекторн також є видатним фотографом. Його виставка під назвою «Delhi to Manhattan» проходила в Будинку Тибету (англ. Tibet House) в Нью-Йорку з квітня по червень 2009 року. Вона проводилася заради тибетських дітей, що живуть в селі Дармсала.
У 2001 році, незабаром після знімання фільму «Lagaan» в Індії, місто, в якому проходили зйомки, було пошкоджено Землетрусом, було пошкоджено також і апартаменти знімальної команди фільму. Щоб допомогти жертвам землетрусу, Блекторн виставив свої фотографії на спеціальній благодійній виставці в Лондоні.

### Особисте життя
На грудень 2015 року відомо, що зустрічається з Кейлі Куоко. Також є вболівальником Лондонського футбольного клубу Арсенал.

## Фільмографія
- Romeo Thinks Again (1998) — Ромео[8]
- The Truth Game (2001) — Ден[9]
- Лагаан: Одного разу в Індії (2001) — Капітан Ендрю Рассел
- Mindcrime (2003)
- Four Corners of Suburbia (2005) — Уолт Самсон
- Special (2006) — Джонас
- The Gold Lunch (2008) — Колишній чоловік
- Ліга Справедливості: Загибель (2012) — Металло, Генрі Акерсон
- Тупий та ще тупіший 2 (2014 року) — Лікар, з'являється в кінці фільму
- Дейзі Вінтерс (2017) — Роберт Стержен

### Телесеріали
- Jonathan Creek — Джино (1 episode, «The Eye of Tiresias», 1999)
- Rhythm & Blues (2000) — John[10]
- Holby City — Гай Мортон (11 епізодів, 2001)
- Presidio Med (13 епізодів, 2002—2003) — Доктор Метт Слінгерленд
- Gramercy Park (unaired pilot 2004) — Джек Куїнн
- Швидка допомога — Доктор Джеремі Лоусон (5 епізодів, 2004)
- 24 — Стівен Сандерс (10 епізодів, 2004)
- Медіум (2005) — Генрі Стіллер
- Монк (2006) — епізод «Mr. Monk and the Leper» — Доктор Аарон Поланскі
- The Dresden Files  (2007) — Гаррі Дрезден
- Big Shots (2007) — Терренс Хілл
- Lipstick Jungle (2008—2009) — Шейн Хілі
- Burn Notice (2009) — Томас О'Ніл (1 епізод,"Long Way Back ")
- Склад 13 — Ларрі Ньюлі (1 епізод, «Secret Santa», 2010)
- Противага(2010) — Тоні Кадьяк (2 епізоди)
- C.S.I.: Місце злочину Маямі (2010)
- White Collar (2010)
- The Gates  — Крістіан Харпер (2010)
- The River  — Кларк Квайетлі (2012)
- CSI: Місце злочину — Професор Том Лоднер (2012)
- Необхідна жорстокість — Джек Ст. Клауд (2012)
- Стріла (2012-зараз)  — Детектив Квентін Ленс
- Флеш (епізод «Хто такий Харрісон Уелс?») — Детектив Квентін Ленс (2015)
- Легенди завтрашнього дня (епізоди «Річка часу» і «Легендарні») — Детектив Квентін Ленс (2016)